# П'ятий стан
Термін «П'ятий стан» не є чітко визначеним, але використовується для опису будь-якого класу або групи в суспільстві, окрім
еліти, духовенства, середнього класу і преси.
П'ятим станом називали чи називають, зокрема:
- Рабів. Наприклад, в роботі 1840 року, що описує Хівінське ханство, п'ятим станом названо «…іноземців-невільників, число яких значне і вони повинні бути включені в п'ятий стан рабів; вони поза будь-якого закону, життя їх залежить від волі пана й в них жалюгідна доля»[2]. В кінці XIX століття Фрідріх Ніцше пише про «…п'ятий стан — стан рабів, що отримує сьогодні панування»[3][4]
- Пролетріат[5][6]
- Мудреців, вчених[7][8][9]
- Інтелігенцію. Так, термін П'ятий стан у 1962 році був застосований французьким соціологом Раймоном Ароном[10][11] щодо інтелігенції — менеджерів, техніків, науковців. Арон вважав, що ці соціальні прошарки на Сході і Заході збігаються за своїми інтересами, силою інтеграції і формами поведінки та взаємодії, і що це призведе до поступового зближення соціалістичного та капіталістичного суспільств. Це значення розвиває і Вольфганг Краус[12]
- Частину ЗМІ, що не є «традиційними», наприклад електронні ЗМІ (радіо, телебачення, блогосфера)[13][9][14] чи ЗМІ, які бачать себе в опозиції до основних. Наприклад, канадська корпорація Сі-Бі-Сі в своїй англомовній мережі випускає передачу «The Fifth Estate» («П'ятий стан»). Таку назву було обрано, щоб підкреслити рішучість програми вийти за рамки повсякденних новин в журналістиці[15].
- Цей термін застосовувався до таких різних груп, як профспілки[16], біднота, організована злочинність, політологи[17], тощо.